# Nikolai Pawlowitsch Tschaplin
Nikolai Pawlowitsch Tschaplin (russisch Николай Павлович Чаплин; * 6. Dezemberjul. / 19. Dezember 1902greg. in Rognedino (damals Ujesd Roslawl, Gouvernement Smolensk, heute  Oblast Brjansk).; † 23. September 1938 in Moskau) war eine Führungsgestalt der kommunistischen Jugendbewegung der UdSSR und Mitglied der KPR (B) seit 1919 sowie ein sowjetischer Parteifunktionär. Am 29. Juni 1937 wurde er verhaftet und im September 1938 vom NKWD hingerichtet.

## Familie
Tschaplin, Sohn des damaligen Priesters Pawel Pawlowitsch Tschaplin und dessen Frau, der Dorfschullehrerin Wera Iwanowna, im Dorf Mignowitschi(1906), besuchte das Alexandrow-Realgymnasium Nr. 1 in Smolensk, wo bereits 1912 ältere Schüler, darunter sein Bruder Alexander, illegale Zirkel gebildet hatten. Von Nikolais Brüdern  Alexander, Sergei und Viktor, überlebten nur der älteste, Alexander, und der jüngste, Viktor, die Stalinschen Säuberungen.
Tschaplin war verheiratet mit Rosalia Isaakowna Lipskaja.
Sein Sohn Boris Nikolajewitsch Tschaplin (1931–2015) war von 1974 bis 1986 Botschafter in Vietnam, danach Generalkonsul in Shanghai und schließlich stellvertretender Außenminister.
Michail Kusmitsch Ryklin, der über das Schicksal Tschaplins und seiner Brüder schrieb, ist ein Enkel seines Bruders Sergei Tschaplin und damit sein Großneffe.

## Tätigkeit

### Im Komsomol
„Mit siebzehn Jahren trat Nikolai der KPR(B) bei und wurde einer der Gründer des Komsomol.“ 1920 wird er vom ZK des Komsomol nach Tjumen in Sibirien geschickt, um die Jugend für die Front im Bürgerkrieg zu mobilisieren, die Kulaken zu bekämpfen und die Wirtschaft wieder in Gang zu bringen. 1924 ist Tschaplin Sekretär des ZK des Komsomol für Ideologie. In den Jahren von 1924 bis 1928 war Tschaplin regelmäßig in Kontakt mit Stalin, der ihm Befehle erteilte; persönliche Beziehungen hatte er zu Lenins Witwe Krupskaja, Kirow und Ordshonikidse. 1925 wirft er auf dem XIV. Parteitag Sinowjewvor, Meinungsverschiedenheiten aus dem Politbüro in die Jugendbewegung zu tragen.

### Als Parteifunktionär
Nach einer Reise, auf der Tschaplin – inkognito, als Hilfsheizer – die wichtigsten europäischen Seehäfen besuchte, um sich ein Bild von West- und Südeuropa zu machen, durchlief er Kurse für Marxismus-Leninismus. 1930 wurde er zum Zweiten Sekretär des Transkaukasus-Regionalkomitees der WKP(B) ernannt. Als dessen Erster Sekretär, Bessarion Lominadse und der Komsomolführer Schatzkin von Stalin abgesetzt wurden, traf dessen Zorn auch viele Leiter der mittleren Ebene, darunter Tschaplin, womit dessen politische Karriere endete. Auf dem X. Kongress des Komsomol 1931 beschuldigte dessen neuer Leiter Alexander Kossarew Tschaplin, er habe „die Tätigkeit des Blocks der Linken und Rechtsabweichler begünstigt.“

### Danach
Zurück in Moskau wurde Tschaplin 1931 Leiter der Abteilung Volksernährung im Zentrosojus. 1933 wurde er versetzt und Leiter der Politabteilung der Murmanbahn, schließlich 1937 Leiter der Südost-Eisenbahn.
Nach der Ermordung Kirows am 1. Dezember 1934 brachen über Leningrad „Repressionen von beispielloser Wucht herein, die von Historikern den Namen »Kirow-Strom« erhielten.“ Daraus entwickelten sich die Stalinschen Säuberungen, in deren Zug auch Nikolai Tschaplin am 29. Juni 1937 im Arbeitszimmer de Volkskommissars für das Verkehrswesen, Lasar Moissejewitsch Kaganowitsch verhaftet wurde. Man beschuldigte ihn der opportunistischen Sorglosigkeit als Leiter gegenüber der Schädlingstätigkeit an der Murmanbahn, der Unterstützung des Blocks der Rechten und Linksabweichler sowie der Organisation einer terroristischen Gruppierung an der Murmanbahn mit dem Ziel Kaganowitsch zu ermorden. Später wurde ihm noch vorgeworfen, er habe geplant, Stalin als Generalsekretär durch Jan Ernestowitsch Rudsutak zu ersetzen. Am 23. September 1938 wurde Nikolai Tschaplin hingerichtet.